# 江古田
江古田（えごた、えこだ、えこた）は東京都区部の地名。中野区の北東部から練馬区の江古田駅周辺に及ぶ地域を指す。主に住宅街で、練馬区の江古田駅周辺は商店街・学生街として知られる。
一般呼称として、以下の二つで用いられる。
- 西武池袋線の江古田駅周辺を始めとした広域の地域名
- 中野区に存在する江古田一丁目から江古田四丁目の行政区分

本記事では両者について記述する。

## 概要 広域としての江古田

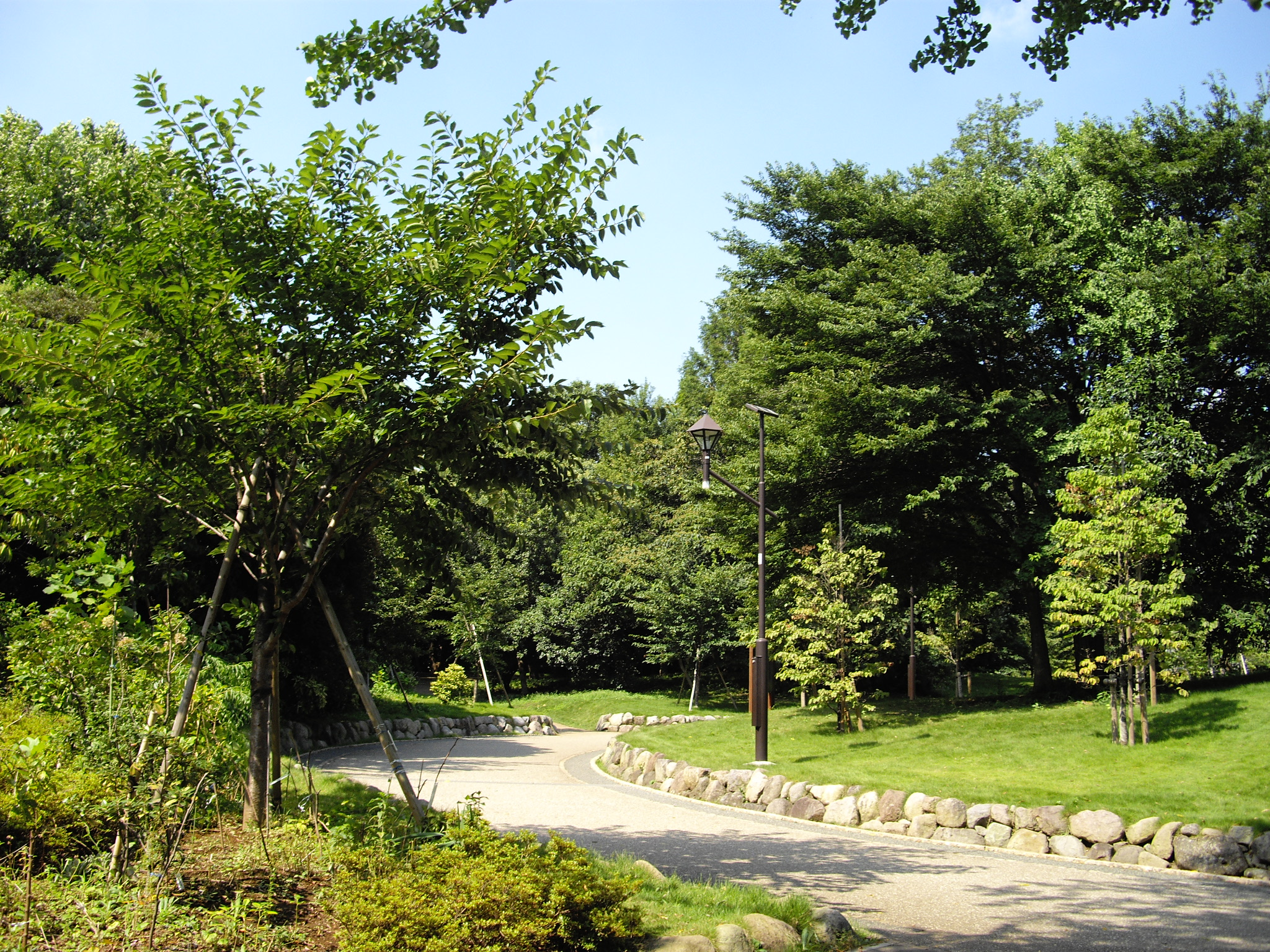
江古田の森公園（中野区江古田）

中野区北東部、練馬区南東部一帯を指す地名で、具体的な範囲は定まっていない（#地名を参照）。現在、行政区画の町丁として残るのは中野区江古田だが、1963年（昭和38年）まで同区松が丘、江原町、丸山、沼袋二丁目・四丁目も江古田としていた。また、西武池袋線・江古田駅がある練馬区旭丘も1960年（昭和35年）まで「江古田町」という町名だった。
江古田駅周辺は、日本大学芸術学部・大学院芸術学研究科（練馬区旭丘）、武蔵野音楽大学（同区羽沢）、武蔵大学（同区豊玉上）の3大学があり、学生街を形成している。江古田マーキーなどのライブハウスのほか、音楽スタジオも点在する。芸術の街として、町おこしも行われている。

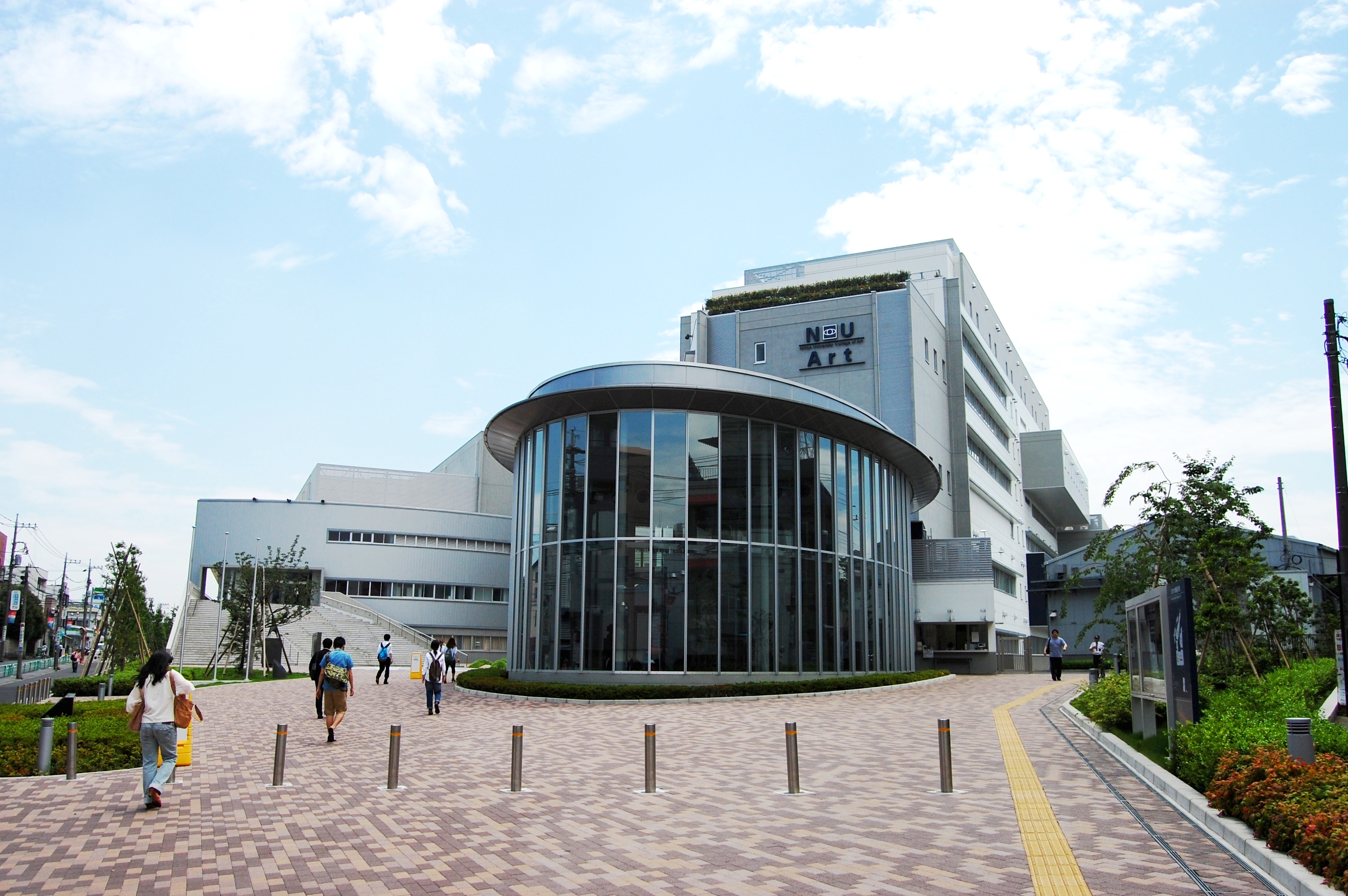
日本大学芸術学部・大学院芸術学研究科が入る江古田キャンパス（練馬区旭丘）

江古田駅周辺には10の商店会がある。駅北口には食料品店や雑貨店が軒を連ねる「江古田市場」があったが、2014年（平成26年）に閉場した。また、牛丼チェーンの松屋、カラオケチェーンのカラオケ館の1号店は駅周辺で開業した。
中野区と練馬区の境には都営地下鉄大江戸線・新江古田駅があり、周辺に江古田の森公園（中野区江古田）や哲学堂公園（同区松が丘）がある。

## 地名

### 江古田の範囲
江古田という地名の範囲は一定しない。行政上の町名としては中野区に江古田一丁目から江古田四丁目まであるが、中野区江古田区民活動センター・江古田地域事務所は江原町二丁目に置かれている。江古田区民活動センターは次の区域を担当する。
- 松が丘一丁目1～5、7～35番、松が丘二丁目7、10～37番（中野区モバイルサイトでは「松が丘一、二丁目全域」とされており範囲が異なる[7]）。
- 江原町一丁目、江原町二丁目、江原町三丁目
- 江古田一丁目、江古田二丁目、江古田三丁目（江古田四丁目を含まない）

以上の江古田区民活動センターの担当区域の固有名称は明記されていないが、通常は江古田地域または江古田地区という呼称が用いられている。
江古田地域という名称は主に中野区の中の一地域という観点で用いられる。江古田区民活動センターはかつて「江古田地域センター」という名称であった。2011年（平成23年）に中野区役所の窓口業務を制度上分離して江古田区民活動センターに改称した後も、窓口業務を行う「江古田地域事務所」を施設内に併設している。江古田地域センターという名称がなくなってからも江古田区民活動センター運営委員会が引き続き「江古田地域ニュース」を発行している。また、中野区町会連合会による中野区町会一覧は、江古田区民活動センターを拠点とする5町会を「江古田地域」として括っている。
一方、江古田の地場で活動する民間地域団体は江古田地区の名称を用いるものが多い。江古田地区町会連合会、 江古田地区友愛クラブ連合会 、江古田地区民生委員・児童委員協議会、青少年育成江古田地区委員会、江古田地区まつり実行委員会などがそれである。このうち江古田地区町会連合会は江古田区民活動センター運営委員会の中核を担い、地域の行事を運営し、地域の課題解決について協議している。江古田地区町会連合会のエリアは江古田区民活動センター担当区域と一致する。
沼袋駅に近い江古田四丁目は江古田区民活動センターでなく沼袋区民活動センターが担当する。中野区町会連合会の地域区分によると江古田四丁目町会は江古田地域でなく沼袋地域に属する。

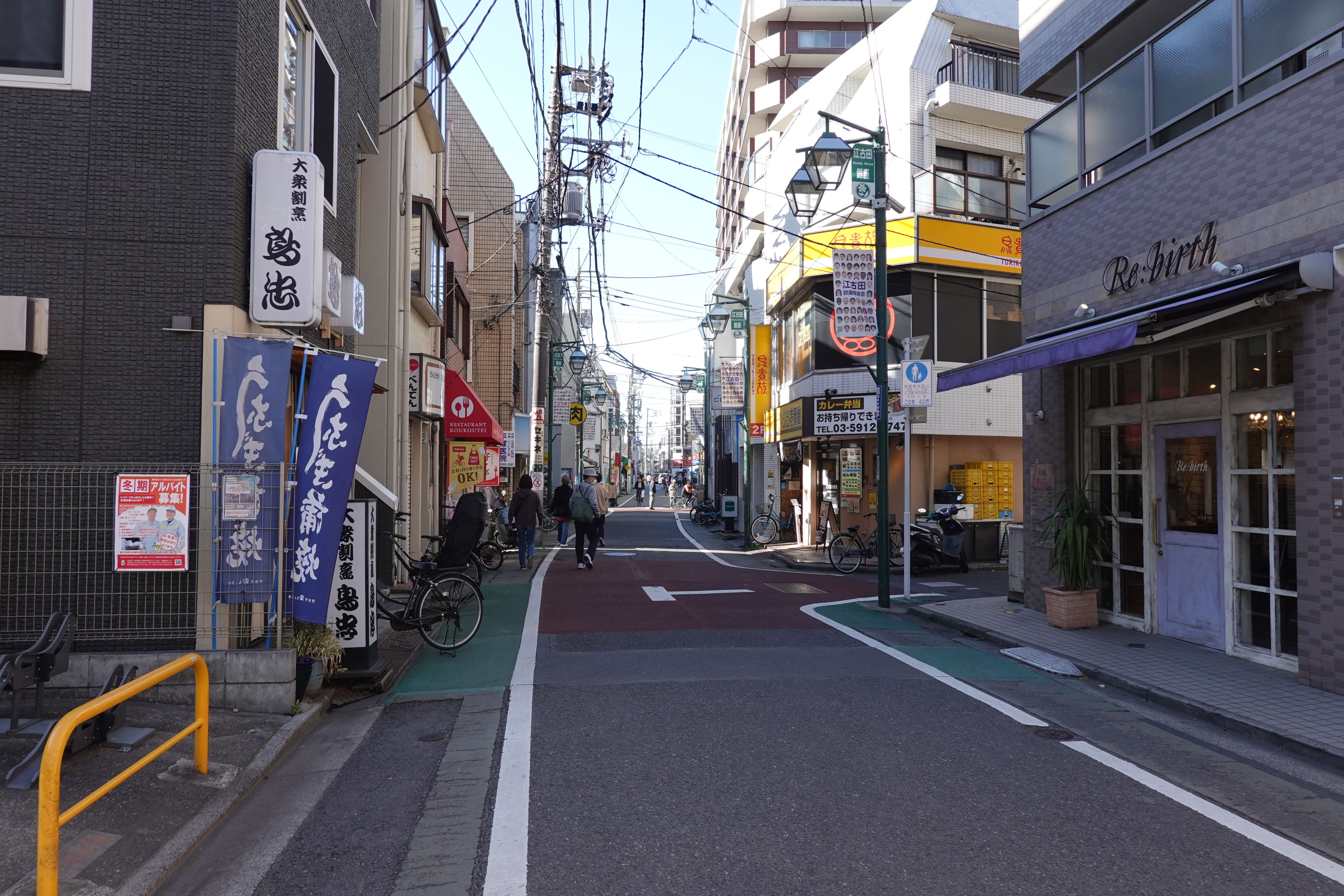
江古田駅南口の商店街、江古田銀座（2023年）

練馬区側には江古田という行政上の地名はないが、練馬区役所が江古田地区または江古田○○地区という名称を用いることがある。公式サイトの区政情報「江古田駅周辺地区のまちづくり」のページで江古田駅北口地区、江古田北部地区、江古田南部地区の各都市計画決定を示している。これに関連して2019年（平成31年）3月まで「江古田地区のまちづくり 江古田えこだより」を発行していた。
また、練馬区公式サイトの区政情報の商店街紹介で、江古田駅北口商店会、江古田銀座商店会、江古田市場通り商店会、江古田ゆうゆうロード（栄町本通り商店街振興組合）の各ウェブページを特設している。さらに、練馬区役所は江古田駅周辺の日本大学芸術学部・武蔵大学・武蔵野音楽大学の3大学と協働して3大学合同学園祭プロジェクト・江古田カレッジトライアングルを実施している。これら3大学は各々の敷地を江古田キャンパスと称している。西武鉄道は3大学と連携して江古田キャンパスプロジェクトを展開し、江古田駅周辺を江古田のまちと呼んでいる。江古田駅北口にある浅間神社の富士塚は江古田の富士塚というのが国の定めた正式名称である。
西武池袋線には江古田駅が存在し、駅周辺一帯も江古田と呼ばれることが多い。現在、江古田駅は練馬区旭丘にあり中野区江古田からは離れている。これは、練馬区旭丘が1960年（昭和35年）の町名変更まで江古田町であったことに由来する。もともと、江戸時代に多摩郡江古田村の新田として開発されたものである。
練馬区の江古田駅前と中野区江古田の新青梅街道とを結ぶ区道を江古田通りという。江古田通りと目白通りとの交差点、練馬区と中野区の境目に都営地下鉄大江戸線新江古田駅がある。同駅の住所表示は中野区江原町である。江原町には中野区江古田区民活動センター・江古田地域事務所が置かれている。

### 地名の変遷
江古田の地名の文書上の初見は、太田道灌（1486年没）が江古田原合戦の顛末について記した書状（道灌状）に江古田原という地名が明記されている。江古田原は練馬・石神井両城から攻めてきた豊島氏を太田道灌らの軍勢が迎え撃って合戦した場所である。道灌状を下敷きにして室町時代末期に書かれたとみられる『鎌倉大草紙』では江古田原沼袋となっている。永禄2年の後北条氏の所領役帳に「江古田恒岡分」、天正19年の徳川氏の検地帳に江古田村という地名が見える。その後近世を通じて名主家に遺された古文書をみても村の名は江古田村である。文化文政期（1804-1829年）に編まれた『新編武蔵風土記稿』には江古田（エコタ）村の項目がある。江古田村は明治維新後も存続し、1884年（明治17年）に片山村を併合して範囲を拡げる。
練馬側の江古田新田については、1652年（慶安5年）の江古田村名主深野家の文書『御水ノ帳』に新田として合計3町余りが記載されている。1664年（寛文4年）に新田の検地が実施され、江古田村辰之新田または江古田村新田として年貢が割付られた。これは元禄13年の割附状から江古田新田に変わる。1796年（寛政8年）頃から上板橋村の小名・江古田になる。『新編武蔵風土記稿』でも上板橋村の小名の一つに江古田と記載されている。江古田新田は通称として用いられ、その範囲は上板橋村江古田を超えて、下練馬村の東南端（現・練馬区栄町あたり）に及んでいた。村内の隣の小名・小竹にも食い込んでいたとみられ、一般に江古田富士といわれる富士塚（現・小竹町1-59-2）を江古田村では「新田の富士」と呼んでいたという。江古田新田は境界の争いがあり、それに関して能満寺に夏雪山の説話が残されている。境界の争いがあると江古田側は必ず「夏雪が降る」といって言い分を押し通したというお話である。明治以降、上板橋村の小名江古田は字（あざ）江古田になる。字名は江古田であるが、江古田新田の地名が地図に表示されることもあった。
中野側の江古田村は、1889年（明治22年）の町村制施行以降、野方村の大字江古田になる。1932年（昭和7年）の東京市の拡大により、野方町大字江古田は中野区の江古田一丁目から同四丁目までの4つの町丁に分けられる。上板橋村江古田は板橋区江古田町になる。1960年代の住居表示法施行で中野区江古田の範囲が縮小し、丁目の区分が変って現在のものになる。1979年（昭和54年）5月、中野区は江古田出張所を江古田地域センターに改名する。同年10月、沼袋地域センターを設立し、江古田地域センターの一部担当区域を移管する。
板橋区江古田町は1947年（昭和22年）に練馬区が板橋区から独立したことで練馬区江古田町になる。江古田町は1960年（昭和35年）の町名地番整理により旭丘に改名する。これにより練馬区で江古田町の地名が消滅する。1979年には江古田駅北口の富士塚が「江古田の富士塚」の名称で国から重要有形民俗文化財の指定を受ける。練馬区では1992年（平成4年）度から2018年（平成30年）度まで密集住宅市街地整備促進事業で「江古田北部地区」の名を用い、都市計画決定では2006年（平成18年）度から「江古田駅北口地区」、2018年度から「江古田北部地区」、2019年度から「江古田南部地区」という名称を用いている。

### 江古田の読み方
江古田の読み方については「えごた」「えこだ」「えこた」が混在している。
- 練馬区にある江古田の富士塚のふりがなは「えこだのふじづか」であると、国が正式に定めている[25]。
- 西武の江古田駅は「えこだ」と読む[26]。江古田駅前の商店街や銀行の支店も「えこだ」と読む。江古田駅近くに江古田二又というバス停があるが、かつてはバス事業者によって読みが異なり、国際興業バスでは「えこだふたまた」、対する都営バスでは「えごたふたまた」と読んでいた[26]。現在は、両社局とも「えこだふたまた」である。
- 江古田通りは目白通りとの交差点を境に中野区道と練馬区道とに分かれるが、練馬区道は「えこだどおり」、中野区道は「えごたどおり」と読む[26][27]。その境目の交差点にある大江戸線新江古田駅は「しんえごた」と読む[26]。
- 古くは1889年（明治21年）、江古田村戸長による上申書では、江古田の語源といわれる寺を「エゴ寺」と表記していた[41]。
- 濁らず「えこた」と表記することもあり、江戸時代・文化文政期編纂の「新編武蔵風土記稿」では江古田村の村名に「エコタ」という仮名を振っていた[31]。昭和戦前期に架けられた江古田大橋のプレートは、「えこたおおはし」である[42]。

地名としては「えごた」が正しいようである。中野区江古田にある中野区立歴史民俗資料館によると、地名としては古くから「えごた」であり、中野区では「えごた」としか認識しておらず、中野区民も「えごた」と読むことが多い。練馬区側では「えこだ」と読むことが多いが、練馬区立石神井公園ふるさと文化館によると、かつて練馬区にあった江古田町（現・旭丘）の読み方も「えごたちょう」であり、「えごた」と読む練馬区民はいる。
「えこだ」の読み方は、江古田駅の駅名から広まった可能性が高いという。同駅は武蔵野鉄道が1923年、はじめて江古田の名を入れて改名した時は「えごた」と読んだが、1946年（昭和21年）の西武鉄道発足時、「えこだ」に変わった。変更理由は不明である。2017年（平成29年）夏、NHK衛星放送の番組スタッフらが江古田駅に問い合わせたが、資料を得られなかった。2019年のニュース記事では西武鉄道に聞いたところ、明確な資料は残っていないものの練馬区側で「えこだ」と呼ぶ傾向があったため、駅名も「えこだ」になったと回答。中野区立歴史民俗資料館は、練馬側の江古田新田は中野側の江古田の本村と区別するため「えこだ」と呼んでいたと回答。練馬区立石神井公園ふるさと文化館は、練馬区が江古田町を旭丘へ改称した理由も、中野区の江古田と区別するためだったと回答。

### 地名の由来
江戸幕府が武蔵国の各村の地名の由来を調査したところ、江古田村については村名の起源がよく分からない（村名ノ起リヲ詳ニセス）ということだった。調べても分からないことを分からないと答える科学的な姿勢であったが、近代になると江古田の地名の由来を何事かに付会する説があらわれる。
江古田にエゴノキが大量に生えていたからだという説がある。この説は一時期有力説とされていた。1961年（昭和36年）刊行『練馬区史（現勢編）』は、江古田という地名がエゴノキの多い丘の下の田に由来するという説を紹介している。ただし同書によると、この説は確実なものではないという。そもそもエゴノキのエの旧仮名表記は「ゑ」であるが、江古田の江は「ゑ」でなく「え」であるので辻妻が合わない。ほかに、荏胡麻（エゴマ）の田が多くあったとか、古くから田があったから古田とよばれたとかいう説も流布している。以上の諸説はいずれも推測にすぎず根拠がなく、柳田国男がいうように日本の地名は地形から名付けられる場合が多いので江古田の場合も植生や作物よりも地勢説のほうが自然であろうと『練馬区史（歴史編）』は論じている。
江古田の地勢によるのだという説もある。1961年刊行『練馬区史（歴史編）』によると、山の窪地などの谷あいへ水が流れ込んだ場所を方言でイゴとかエゴとか呼ぶ。江古田附近を地勢的にみると、寺山・天神山・和田山・片山などに挟まれた谷が複雑に入りくみ、江古田川や妙正寺川がその谷あいを蛇行している。このような地形は即ちエゴであり、エゴに開けた田んぼという意味で江古田と呼ぶようになったと見るべきである（ちなみに江古田駅の北側を源流とし、石神井川に合流する小河川は、「エンガ掘」という名で、江川の掘がなまったと言われている）。そのように『練馬区史（歴史編）』は論じている。あるいは単純に窪地や淵をエゴと呼ぶという説もある。この説に対しては、関東ではエゴという言葉をその意味で使うことは少ないという反論がある。かつてはアイヌ語起源説もあった。江古田という地名はアイヌ語で密集または集団という意味であり、数多くの丘が低地を囲む地形を表すのだという。この説は地元自治体の旧野方町が1927年（昭和2年）に編纂した町史に記載されている。アイヌ語起源説は証拠がないと批判される。
江古田の地名は今の江古田の森公園あたりにあった江古寺という寺院に由来するという説がある。この説は新しいようで実は古く、1888年（明治21年）11月27日付で江古田村戸長より上申する文書は村名の由来について「むかし村の中央に江古寺と称する寺院がありまして、当村はその寺の領地であったので江古田村というのだそうです（原文：往古村ノ中央ニエゴ寺ト称スル寺院アリ当村ハ該寺ノ領地ニテ江古田村ト云フ由）」という言い伝えを報告している。中野区公式サイトによると、平成の江古田遺跡発掘調査の結果、江古田の森公園の南隣で14世紀から15世紀前半にかけての中世寺院の跡が発見されたため、今では江古寺説が有力となっているという。

## 歴史

### 和田義盛伝説
江古田には鎌倉幕府重臣和田義盛にまつわる伝説がある。一つは和田山（現・中野区江古田地域内の哲学堂公園）の地名説話である。治承4年（1180年）源頼朝が挙兵して武蔵国松橋（板橋）に布陣したとき、家臣たちは各々近辺に陣屋を布いた。和田義盛は現在の哲学堂公園の丘に滞陣した。ここは和田義盛が陣屋を布いた山なので和田山と呼ばれるようになった。また、和田山の北側に植木戸という地名があり、これは和田陣屋の木戸があった所だという。もう一つの伝説は江古田の旧家・小川家の家祖伝説である。鎌倉将軍源頼朝が亡くなると、和田義盛は執権北条氏と対立し、鎌倉で合戦して敗死した（和田合戦）。伝承によると、和田義盛は鎌倉で死なずに、郎党とともに江古田に逃れ、この地で自害した。和田義盛の子・小太郎磯盛は帰農して百姓・磯右衛門となった。その子孫は代々磯右衛門を名乗り、小川姓を称した。小川家は和田義盛を崇敬し、第六天として祭った。第六天社は氷川神社に合祀されるまで江古田本村の一角（現・江古田1-6-19）にあった。もとは通称小川家敷跡が第六天社であったという説もある。小川屋敷は寺山（現・江古田の森公園一帯）の西に存在していた、高荘の屋敷であったという。平成の江古田遺跡発掘調査では伝承地付近で居館の一部とみられる遺構が検出された。小川屋敷伝説との関連が推測されている。

### 草分け
江古田は鎌倉時代に開拓されたと伝わる。江古田村内の東本村（現・江古田一丁目）が最初の集落であったといわれ、そこに鎌倉時代から続くと伝えられる旧家が8軒あった。深野、堀野、佐久間、高崎、木村、白井、山崎、小川の各家である。江古田の名主であった深野家は鎌倉期にこの地へ入植したと伝承される。深野家の一族で相名主格でもあった堀野良之助は深野家について「鎌倉時代の落ち武者の末孫であったのだろう」と推測している。文永8年（1271年）鎌倉で龍ノ口法難を免れた日蓮が佐渡に流される途中で江古田の脇の鎌倉みちを通り、深野家に一泊して書をしたためたのが今に残るという。
口伝によると、かつて江古田の寺山（現・江古田の森公園一帯）に江古寺という寺院があった。江古田村はその領地であったという。明治のころ村民がその辺りの雑木林を開拓したとき、板碑2基をはじめとして、板碑や石造物の破片が大量に出土したことがあった。板碑の一つは応永年代（1394～1428年）のものだった。平成の江古田遺跡発掘調査では、中世の工法で造成・整地された平坦面に、総柱・庇付きの掘立柱建物跡や、空堀ともいえる溝、焼き場とみられる土坑などの遺構が検出された。遺物としては白磁四耳壷をはじめとする陶磁器などが発掘された。発掘調査報告書はこれを14～15世紀に存在していた中世寺院の遺跡ではないかと推測し、江古寺の伝承を参照している。

### 江古田原合戦とその伝承
文明9年（1477年）、太田道灌の軍勢が江古田周辺で豊島氏の軍勢と戦ってこれを打ち破った。江古田原合戦である。豊島方の戦死者を葬ったといわれる豊島塚が江古田の台地に点在している。昭和のころまで7か所ほど残っていた。現在はお経塚（江古田2-14）と金塚（江古田4-41）の2か所しか残っていない。
江古田では合戦に関する伝承がある。明治時代に公式に報告された伝承によると、江古田村の領主であるエゴ寺の住職は、甲冑を着て部隊を率いて戦って敗れ、エゴ寺は戦火に罹って焼亡したという。すなわち明治21年（1888年）11月27日付けで、江古田村戸長より村の沿革を取り調べて上申する文書に次のようにある（現代語訳）。

江古田村の創立年月は不詳である（むかし村の中央に「エゴ寺」と称する寺院があって、当村はその寺の領地であったので江古田村というのだそうである。その寺の住職は英邁豪傑であって、「本邦前九年ノ役」で徒弟を率いて某と戦って敗れた。このとき寺の建物は戦火に罹って焼亡した。現在当村に古塚があり、村人は俗に「経塚」と呼ぶ。経文を埋めたからである。また「カチヌキ坂」と称する場所がある。住職が「甲冑衣」を脱ぎ、この坂に接する森の中で焼き捨て、その身は行方しらずになった。これによってこの名があるという。古い昔のことは確証を得がたいけれども、今なお伝承が存するため、ここに記す）。

ここで、エゴ寺が焼亡した「本邦前九年ノ役」とは東北地方を戦場とする前九年の役のことなのか、それとも文明九年の江古田原合戦のことなのか、文明九年を前九年と誤って伝えたのではないか、という問題がある。昭和になって記録された伝説によると、江古寺が焼亡したのは江古田原合戦であった。豊島一族は江古寺附近に陣をとって戦いに敗れ、江古寺は江古田原合戦の最中に火をかけられて焼失したと伝わる。焼けたエゴ寺の経文を埋めたという「経塚」は現在では江古田原合戦の戦死者を葬った塚とされる。住職が甲冑を焼き捨てた森とそれに接する「カチヌキ坂」の場所は不明である。江古寺の伝承地は台地上の江古田の森公園一帯であり、周囲の斜面は森になっている。昭和以前、急坂の左右が険しい崖になっている場所で種々の古物が出土したことがあった。
以上のように、明治時代に記録された古い伝承では江古田村の領主は合戦に負けた側であった。一方、昭和に記録された新しい伝説では江古田村は勝った側に関わっている。すなわち、江古田の氷川神社は太田道灌が江戸城を築いた3年後の寛正元年（1460年）に創建されたという伝説、そして太田道灌は練馬城・石神井城の豊島一族を攻めるにあったって当社に参拝して戦勝を祈願したという伝説である。明治の初めに氷川神社の由緒を調査したところでは、このような伝説は記録されていなかった。

### 江古田恒岡分
永禄2年（1559年）に北条氏康が記させた小田原衆所領役帳には「五貫文 江戸 江古田恒岡分」とある。この「江古田」は近世の江古田村に概ね相当すると考えられる。「恒岡分」というのは恒岡家への配当分であることを示す。恒岡家は太田氏の庶流であり、岩槻太田家の譜代家臣であった。
小田原北条家人所領役帳では「太田新六郎知行当所五貫文寄子恒岡越後守配当ノ分」と見える。江古田村は太田新六郎の知行地であった。太田新六郎は岩槻太田家の一族である。北条氏の処遇を不満とし、永禄6年（1563年）に岩槻太田家当主太田資正とともに謀叛を企てたのが露見し、資正居城の岩槻城に逃れた。翌年里見義弘らと連合して下総国府台にて北条氏と戦って大敗した。この国府台合戦で太田新六郎らとともに北条氏に敗れた太田資正は、北条氏に親しい嫡男氏資によって岩槻城から追放される。資正追放を太田氏資に進言したのが恒岡越後守であった。恒岡越後守はかつて小田原北条家人所領役帳に江古田村の配当分を記載されていた。恒岡越後守は永禄10年（1567年）上総国三船台合戦で主君太田氏資とともに討ち死にする。敗走する北条軍の殿（しんがり）として太田氏資以下わずか53騎で敵に立ち向かって全員戦死した。越後守に実子なく恒岡家は断絶するところであった。北条氏政は恒岡越後守の戦死を賞し、その弟で埼玉郡平林寺住職の泰翁禅師が出家のまま相続することを認めた。

### 江古田村
江戸時代、武蔵国多摩郡に10領あり、その1つが野方領で、野方領に54村ある中の1つが江古田村であった。江古田村は多摩郡の東の端、豊島郡との境界にあった。村の広さは東西45町（約4.9キロメートル）、南北7町余り（0.8キロメートルほど）で、地勢は平坦で、水田が村の中央にあった。古街道が村の中央を東西に横断していた。石神井村から江戸に通う幅2間余り（3.6メートル超）の道で、小石川道ともいった。他に江古田村を経由する鎌倉街道があった。その道筋は明確でないが、江古田村民は氷川神社前から同村和田を経て下落合村に通じる小道を旧鎌倉街道と呼んでいた。

#### 近世の江古田村
徳川家康の関東入国の1年後の1591年（天正19年）の「江古田村御縄打水帳写」には54の人名が記載されており、近世初頭において既にそれなりに発達していた村であったことがわかる。江戸時代から昭和まで残った旧家が百軒余りあり、中には先祖代々10世代以上200～300年続く旧家が約30軒含まれていた。このことは東京都内で珍しいことであった。
村の石高は正保年間で140石、うち田方60石8斗8升4勺、畑方79石1斗1升6勺であった。1702年（元禄15年）11月には147石余りに増え、1771年（明和8年）3月に122石余りに減り、1827年（文政10年）に285石余りに著増して、1832年（天保3年）もほぼ変わらず285石余りであった。
『新編武蔵風土記稿』に記載された江古田村の小名には次のものがあった。丸山（西の方）、本村（東の方）、大原（北の方）、本田屋敷（村の中程）、柏崎屋敷（南の方）、小川屋敷（北の方）、大籠原（西の方）、小籠原（前の続き）。

##### 江古田村の寺社

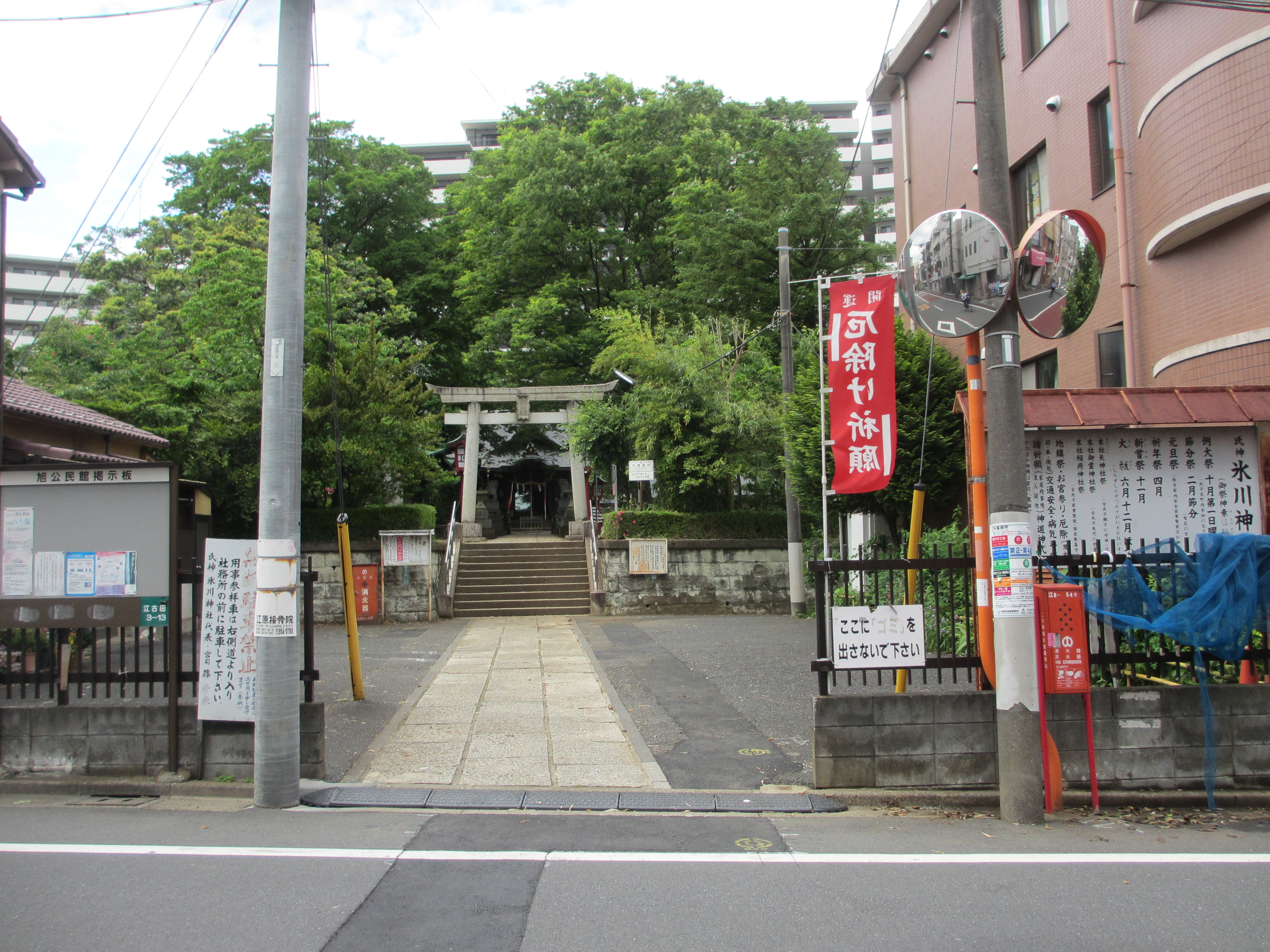
氷川神社（2020年）

古くは御嶽社が村の鎮守であった。御嶽社は現在の一丁目町会会館の場所（江古田1-33-5）にあった。もとは現在の氷川神社の位置（江古田3-13）にあったのを慶安年間に遷し、旧社の跡地に牛頭天王（後の氷川神社）を勧請したともいう。江古田獅子舞はこの頃に始まったと伝えられる。村の名主家に伝来した『獅子由来並大蔵院起立書』には1649年（慶安2年）に修験僧・宥円から獅子舞を伝授されたと記されている。1696年（元禄9年）に牛頭天王社を氷川社へ改称した。同年11月、東福寺が氷川社の別当（管理者）として氷川社の除地（免税地）願いを代官に提出した。
氷川社の別当をつとめた東福寺の由緒は不明である。鐘の銘には1710年（宝永7年）とあり、法流の祖とされる法運は1722年（享保7年）に死去している。一説に村民次郎右衛門の先祖が開基し、天正年間に起立したというが、詳しいことは伝わっていない。元は村内御嶽山あたりにあったという。以上は幕府が編纂した『新編武蔵風土記稿』によるものだが、昭和の終わりごろまでに次のような由緒ができあがっている（大意）。

中世の初め、江古田の本村（現・一丁目）に鎮座する御嶽神社の氏子二郎左衛門（堀野氏）らが武蔵御嶽神社の社僧・源教上人の教化を受けて、村の御嶽神社の南麓に堂舎を設けた。弘法大師の作と伝わる一尺二寸の不動明王の一本彫り立身像を本尊としてまつった。上人から「金峯山世尊院東福寺」の寺号を贈られた。天正の頃に火災で焼失したので寛永年間に信者たちが協力して現在地に移して再建した。1655年（承応4年）に東福寺の本堂を改築した。そのとき記念で植えたイチョウの樹は後に中野区保護樹林第1号として指定された。

東福寺は将軍鷹狩の御膳所（休憩所）であった。寺山（現・江古田の森公園一帯）は将軍や大名の鷹狩場であった。三代将軍徳川家光は江戸西郊で狩猟する際、江古田の東福寺で休息した。正保年間の鷹狩の折には東福寺で江古田獅子舞を上覧したと伝えられる。1728年（享保13年）2月12日には八代将軍徳川吉宗が鷹狩の際に東福寺を御膳所に指定して休息した。このとき江古田獅子舞を上覧した。当時の江古田村は野菜の栽培地であったので将軍の膳に地場のウドを差し上げた。東福寺では将軍お成りの間を設け将軍の再来に備えた。本堂の西側奥に寺社奉行の命で改修した御成りの間があった。その後、御三卿ら諸侯も東福寺で度々休息した。
『新編武蔵風土記稿』によると、当時の東福寺は村の南の方、上鷺宮村との境にあった（現在地とは全く異なる）。金峰山世尊院と号し、新義真言宗の中野村・宝仙寺の末寺であった。本尊は一尺二寸の不動明王の立像であった。江古田村で除地（免税地）を設定された神社は氷川社、金峰社、神明社、第六天社の4社があり、いずれも東福寺が持っていた。このうち村の鎮守は氷川社であった。かつて村の鎮守であった御嶽社は金峰社と呼ばれていた。
1846年（弘化3年）、村の鎮守の氷川神社に拝殿を建てた。現在の神楽殿である。当時は茅葺の建物で、内部の天井は数十枚の花鳥画の格子天井になっていた。このときの「氷川神社御造営に付奉納取立帳」には85名の村民の苗字姓名が記載されている。江古田の村民の多くは苗字を名乗っていた。それは苗字の公称が武士や名主などにしか許されていなかった当時にあって珍しいことであった。氷川神社は1872年（明治5年）に村社の社格を与えられた。

#### 明治の江古田村

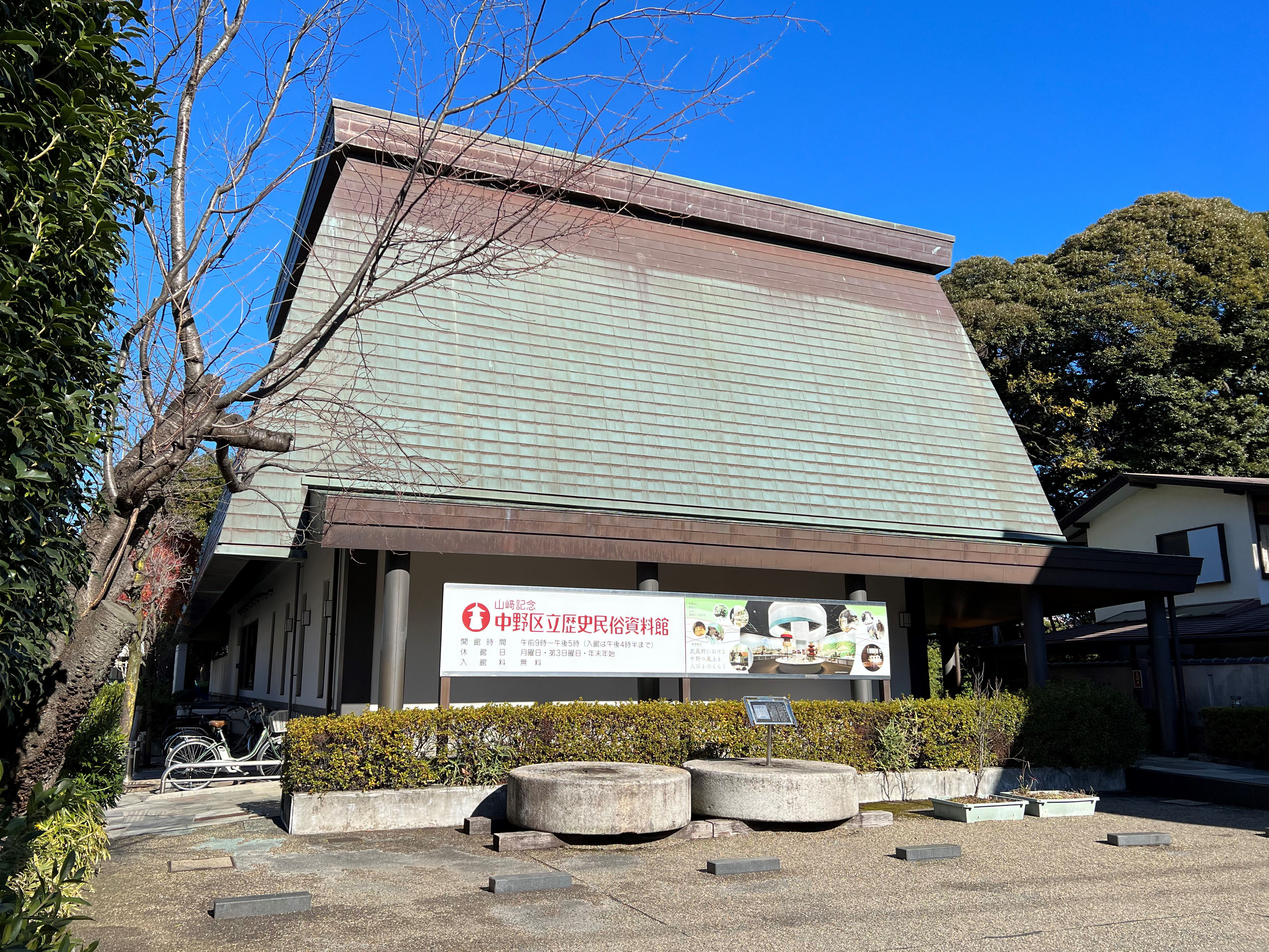
中野区立歴史民俗資料館（2022年）

明治維新の際、上野戦争で敗れた彰義隊の一隊が落ちのびてきた。青梅街道筋では敗残兵を拒絶した所もあったが、江古田村では名主の山崎家が隊士に雑炊をふるまった。隊士は椎の木の下で傷の手当てをして休んだ。出立の際、隊長は徳川斉昭の書いた掛け軸を預け、徳川の世が戻ったらこの書を持って名乗り出るようにと言い残した。山崎家の屋敷跡は現在、中野区立歴史民俗資料館になっている。彰義隊の残した掛け軸は同資料館に所蔵されている。隊士がたもとで傷の手当てをした椎の巨木は今も敷地内に残っている。
明治維新後の江古田村は所属が目まぐるしく変わる。1868年（慶応4年）7月に武蔵知県事の設置とともにその管轄になり、1869年（明治2年）2月に品川県が置かれるとそれへ移管された。1871年（明治4年）11月、品川県の廃止とともに東京府の管轄になった。1872年（明治5年）1月、神奈川県の管轄になり、同年8月、東京府に復した。以後の所属は東京のまま変わらない。所属する郡については、江古田村の属する多摩郡が1878年（明治11年）11月に東西南北に4分割された。江古田村は東多摩郡に属した。
明治の初めの村の農産物はコメ、オオムギ、コムギ、キビ、トウキビ、ヒエ、アズキ、ゴマ、ソバ、ナタネ、ダイコン、ナス、キュウリ、ゴボウ、藍、タケノコ、カキ、クリ、鶏卵、薪などで、ほかに醤油や油類が製造されていた（1872年東京府調査）。茶の栽培は1874年（明治7年）ごろから始まった。村民は雑木林を開拓して茶園にした。宅地の空いているところもみな茶園にした。製茶は大正末まで行われた。ダイコンもよくできた。生だと重いので沢庵漬けに加工して出荷した。秋には田園に白い干し大根が並んだ。養蚕は明治の頃から大正の初めまで行われた。長野県の人から指導を受けた。副業に植木の苗木を育てた。ウメ、モモ、ナンテンなどの生け花用の木も栽培した。桜湯にするサクラの花を摘んだ。
1882年（明治15年）に村内に小学校が建てられた。江古田村は当初、1876年（明治9年）に設立された豊玉小学校の学区に属したが、村外に建てられた本校は児童の足では遠いので、村内の東福寺の寺子屋を分校にした。1880年（明治13年）に東福寺の住職が外に転居したため、和田山（現・哲学堂公園）にある五辻家の別邸を借りて学校にした。ここも使用できなくなったので、1882年2月4日に村内で遷喬小学校を開設した。江古田小学校の前身である。敷地は現在地（江古田2-13-28）近くの別の場所（現・江古田2-6）であった。
校舎の建材に用いるため、村内の第六天社境内のケヤキを伐採した。周囲二丈余り（6メートル超）もある大木で、明治の初めには神木とされていた。幹には数人が入れるほどの大きなウロ（となりのトロロが寝ていたような空間）があった。木の根が畑に入り込んで耕作の邪魔だというので村民が協力して巨木を伐り倒し、校舎の建材として大八車で運んだ。

### 大字江古田

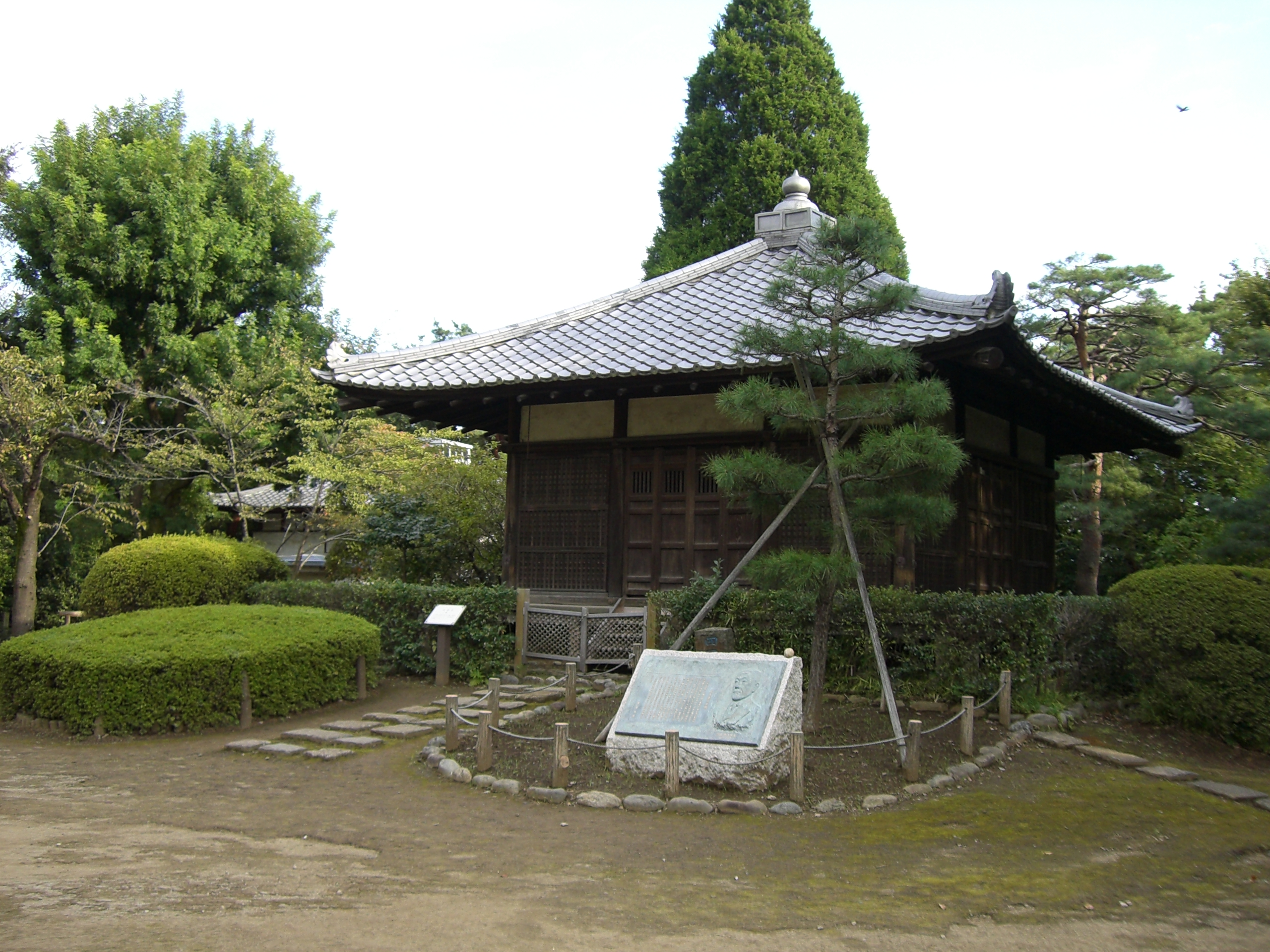
哲学堂公園の四聖堂

1889年（明治22年）4月、町村制施行とともに江古田村は近隣の6村と合併して野方村となり、江古田はその大字になった（東多摩郡野方村大字江古田）。1896年（明治29年）4月、東多摩郡と南豊島郡が合併して豊多摩郡になると、その管轄に属した。大字江古田の下の小字としては、東和田、東本村、下の原、上の原、北の原、西の原、寺山、本多、徳殿、籠原、籠原窪、北原があった。
1897年（明治30年）ごろ、天然氷製造所を設立された。当時、江古田の低地は水田や水路が多く冬は非常に寒かった。特に片山（現・松が丘）北側斜面の低地は寒さが厳しく、冬に厚い氷が張った。現在の江古田公園のあるあたりに四方レンガ積みの場所をつくり、冬に妙正寺川の清流を引き込んで凍らせて天然氷を製造し、夏に売り出した。天然氷の製造は大正の初めまで続けた。
1904年（明治37年）に開戦した日露戦争では江古田からも兵士が出征した。戦病死した4人のために氷川神社に忠魂碑を建立した。この間、江古田の和田山に哲学堂が創始された。哲学館（現・東洋大学）学長の井上円了が1903年（明治36年）に和田山を哲学館の敷地として譲り受け、翌年4月に哲学堂（現・四賢堂）の開堂式を挙げた。井上円了は哲学館学長を辞めた後、和田山に各種の建物を建てることに尽力した。現在の哲学堂公園である。
1913年（大正2年）、東本村に古くからあった御嶽社と第六天社を氷川神社に合祀した。両社の祠は民家の庭に移して残した。

#### 東京市療養所の開設
1920年（大正9年）、江古田の寺山（現・江古田の森公園一帯）に東京市療養所が開設された。肺結核の療養所であった。東京近郊の中で江古田が空気も水も一番良いということでここに決まったといわれる。療養所の建設に先立って用地買収が始まったとき、江古田の村民は結核菌の感染を恐れて反対運動を起こした。新聞は「百姓一揆」と書き立てた。住民大会では、地所を売った地主に制裁を加えるべきことを決議した。危害を加えるような制裁は禁じられたが、中には村八分の制裁を受けてノイローゼになった地主もいた。反対運動は村民の間に感情的なしこりを残し、この件に触れることは長らくタブーになった。
東京市は新道建設などを条件にして村民と和解し、療養所建設に着手するが、工事中の建物が放火された。療養所が開設されてからも、療養所の前を通るときに口を押えて鼻をつまんで走り抜ける村民がいた。療養所の裏山から患者が外に抜け出して困ると苦情を入れた。療養所の近所で作ったダイコンは買い手がつかないといわれた。小学校の校長は療養所の煙突から煙が出るのが恐ろしいと言った。煙突の煙が危ないのは、火の粉が飛ぶからでなく結核菌が降って来そうに思えたからだった。

#### 関東大震災後の急成長
1923年（大正12年）、関東大震災が起こる。明治年間から大正初期まで126～150軒ほどであった江古田の戸数が急増するのは震災の後のことである。1924年（大正13年）4月、野方村が町制を施いた。これは震災後に急伸した村勢によるものだった。これにより江古田は豊多摩郡野方町大字江古田になった。1925年（大正14年）4月、郡制廃止が公布され、1926年（大正15年）7月、豊多摩郡役所が廃止されたが、地域名としては引き続き豊多摩郡を称した。
1929年（昭和4年）、江古田に給水塔が完成した。円筒形鉄筋コンクリート造りで貯水能力35百トン。塔の高さは33.6メートル、基部は直径約18メートル。当時、江古田最大の建造物で、遠くからも望むことができ、江古田のシンボルであった。震災後、東京府郡部で急速な都市化が進み、水の需要が急増したためにつくられた。当初は「荒玉給水場」という名で後に「野方給水場」に改称した。現在の野方配水塔である。

### 旧江古田1～4丁目
1932年（昭和7年）、東京市の拡大、いわゆる大東京の成立とともに、江古田は東京市に編入される。大字江古田の属する野方町は中野町と合わさって中野区となった。大字江古田は大字片山とともに江古田1～4丁目に分けられた。かつての片山村併合後の江古田村に相当する地域であった。このとき成立した中野区江古田は、現在の中野区江古田と区域も丁目の区分も異なるので、本項では旧の字を冠して区別する。旧1丁目は旧字の東和田、東本村、南原、北原、片山から成る。旧2丁目は旧1丁目の北であり、旧字の下ノ原、上ノ原、北ノ原、西ノ原から成る。旧3丁目は旧2丁目の西であり、旧字の寺山と本多から成る。旧4丁目は旧3丁目の西で、旧字の丸山、徳殿、籠原、籠原窪から成る。

#### 野方風致地区
1933年（昭和8年）、野方風致地区が告示された。内務省の方針によると、武蔵野の原形を維持し、秩序ある清浄な住み心地よい地域とするためのものであり、野方風致地区は江古田と落合の各一部を含む地域が指定された。江古田では野方給水場から哲学堂のあたりが風致地区であった。

#### 区画整理
江古田でも住宅地化が進み始めたため区画整理の必要が生じた。江古田の区画整理は、自治体によらずに区画整理組合によって実施された。区画整理組合とは耕地整理法および都市計画法にもとづく組合であり、東京市内に105の組合が存在した。江古田には江古田土地区画整理組合と江古田第2土地区画整理組合がつくられた。
江古田土地区画整理組合は堀野良之助らの発起によるもので1933年に設立認可された。工事区域は旧江古田1～4丁目と旧沼袋町の各一部に相当する地域で、総地積18万坪余り、土地所有者184名、事業費概算20万円を予定した。この区域は北東に一部低地があるものの、おおむね高燥の土地で、南側一帯は風致地区に指定されており、宅地として最適であるとされた。放射線第6号補助線第44号（後の新青梅街道）その他の都市計画道路を縦横に配置して交通の便を高めた。同時に区域南部を貫流する妙正寺川を改修拡張して排水を改善した。3800坪余りの江古田公園を設けた。付近は理想的な住宅地になり、環境はすこぶる清閑であって、今後の発展が期待できると謳われた。
江古田第2土地区画整理組合は同じく堀野良之助らの発起によるもので、1936年（昭和11年）に設立認可された。区域は旧江古田2丁目の大分部および旧淀橋区西落合1丁目の一部で、総地積10万坪余り、土地所有者148名、事業費概算13万円を予定した。この区域は大部分が畑であり、狭くて曲がった農道しかないが、土地は高燥で環境は閑静である。隣接する江古田土地区画整理組合区域の発展に伴って宅地化が進む趨勢があるのを鑑みて、放射線第7号路線（後の目白通り）その他の道路を縦横に配置して交通の便を図り、各道路に側溝を備え、2000坪余りの小公園を設けて理想的健康住宅地の実現を期すると謳われた。
1940年（昭和15年）の区画変更により、旧江古田2丁目と旧板橋区新井町1丁目との間で5.5反余りの土地を交換した。1943年（昭和18年）、江古田第2土地区画整理組合の区画整理に伴い、旧江古田1～4丁目と旧沼袋町、および旧板橋区豊玉北1丁目との間で区域の変更を行った。

### 練馬側の江古田

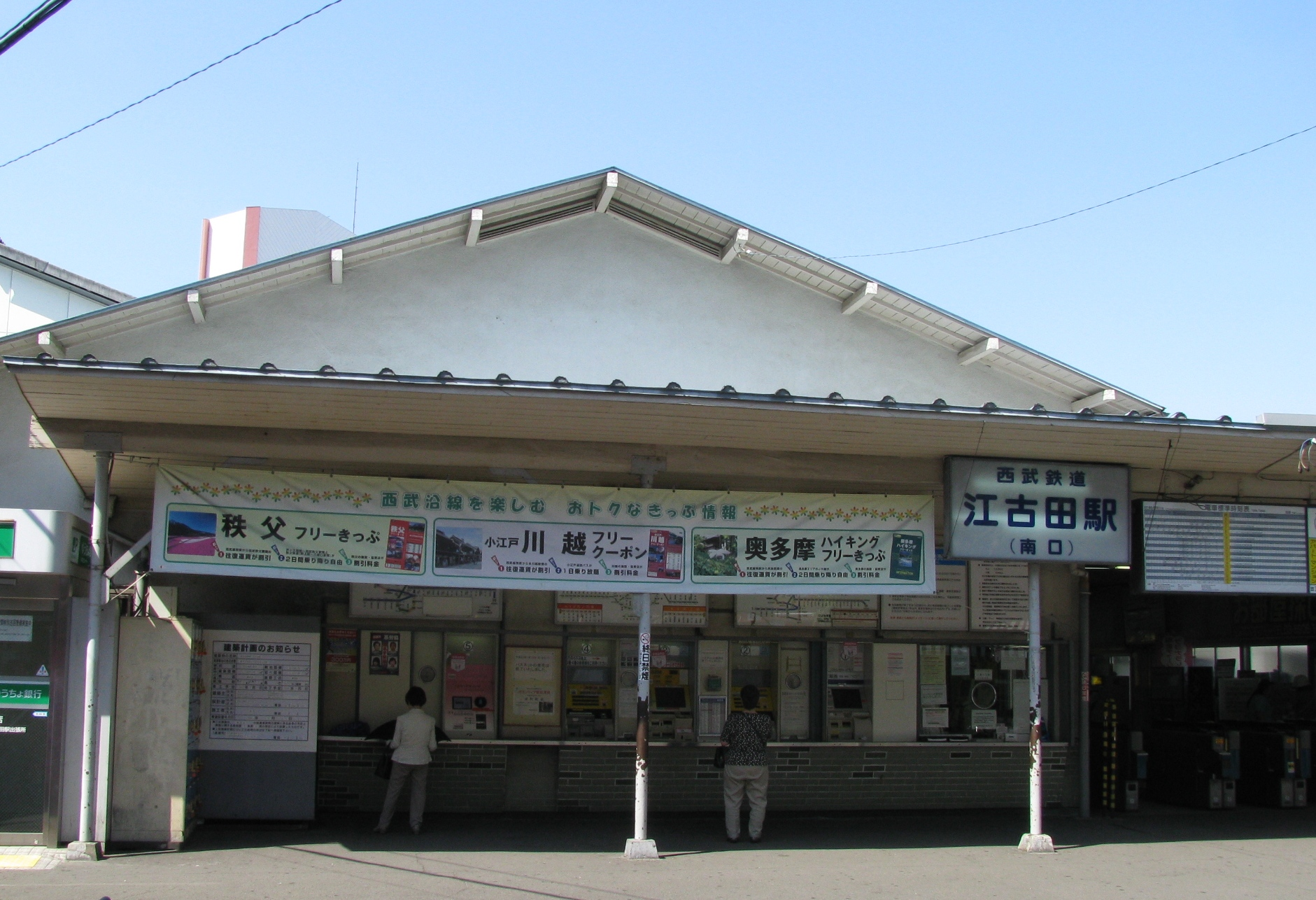
1959年から2010年まで利用された旧江古田駅舎（2008年）

江戸時代の初期、江古田村の村民が村の北側の原野を開拓した。新しい耕地なので江古田新田と呼んだ。現在の江古田駅付近である。江古田新田は1652年（慶安5年）の「江古田名寄水帳」で「新開の分」として他の耕地と区別して記載されている。江古田新田は後に江古田村から切り離され、上板橋村の小名「江古田」となるが、納税は従来通り江古田村の名主が扱った。明治以降、上板橋村の小名江古田は字（あざ）江古田になり、1932年（昭和7年）の東京市の拡大により板橋区江古田町になる。

#### 鉄道開通と千川堤の桜

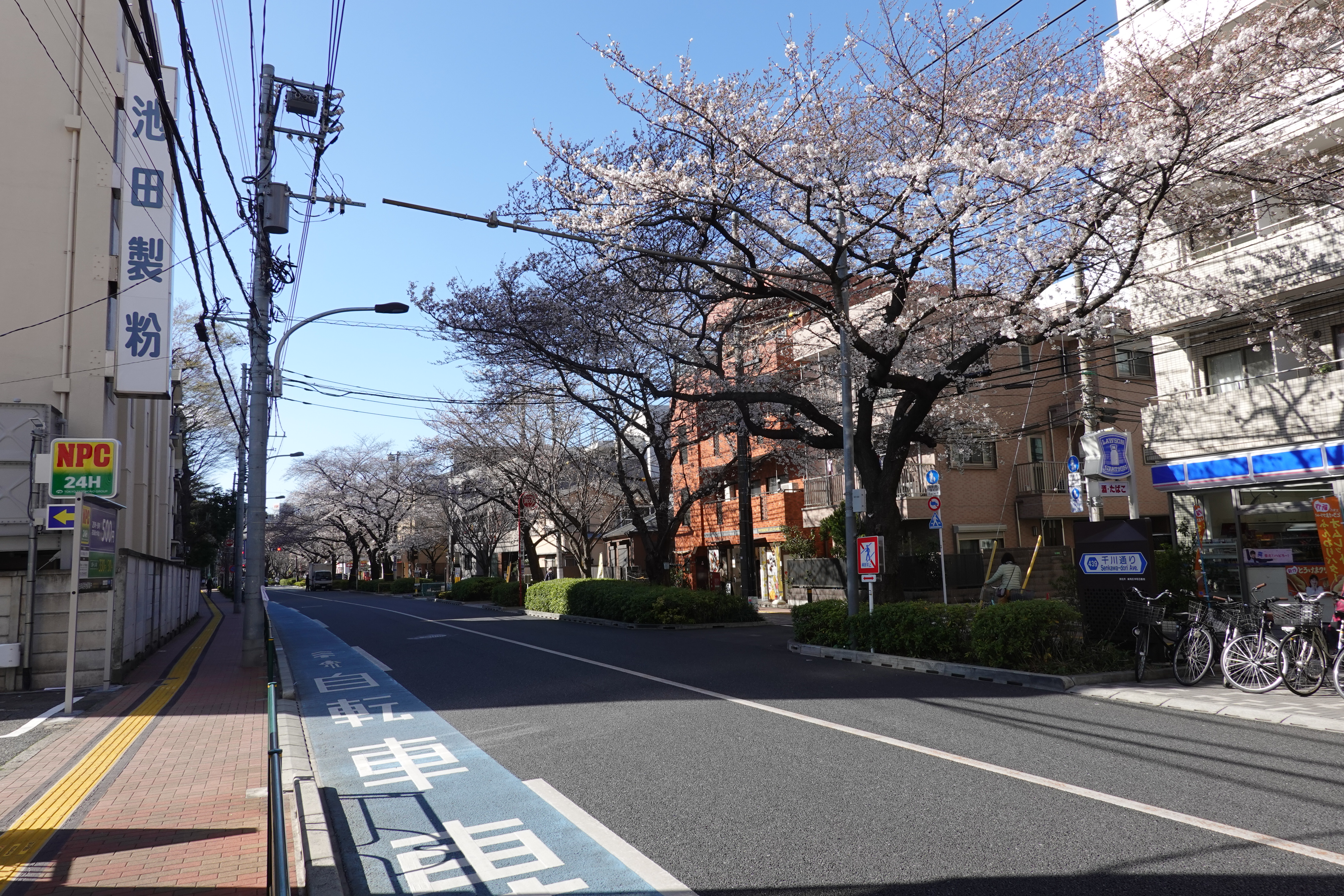
千川通りの桜並木（2023年）

1915年（大正4年）に武蔵野鉄道（現・西武池袋線）が開通した。線路は江古田町を通っていたが江古田駅はまだなかった。武蔵野鉄道が開業準備を進めると同時に、近隣の村々は、線路の沿いの千川上水（現・千川通り）両岸に江古田から練馬駅まで7キロメートルにわたってサクラやカエデを植えた。そして現在の江古田駅南口交差点の辺り（旭丘1-75）に「千川堤植桜楓碑」という記念碑を建てた。その碑文によると、千川上水は長らく上水道として使われず、農業用水であったので、整備されず堤は荒れ水路は汚れていた。近隣の村々は協力してこれを整備し、サクラやカエデを植えて大正天皇の即位の大礼の記念にしようと考えた。植樹が完了したのは鉄道開通の前月であった。碑文には、鉄道の開通もあってこの地はますます慶福になるだろう、と記されている。

#### 江古田駅開設

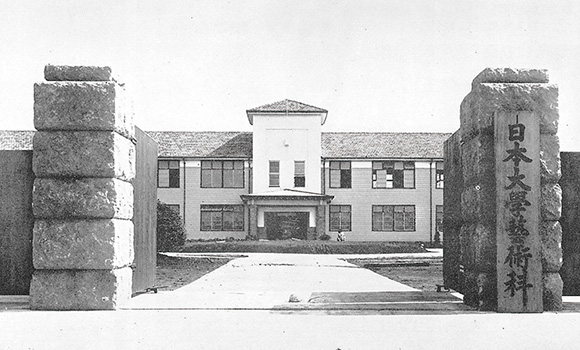
日本大学江古田校舎（1939年）

1922年（大正11年）、武蔵野鉄道の大株主の根津嘉一郎は武蔵野鉄道沿いに武蔵高等学校を創立した。場所は江古田新田の西隣の中新井村であった。その近く武蔵野鉄道に武蔵高等学校用仮停停留所をつくらせた。翌年、停留所の位置を東に移し、江古田駅を開設した。当初の江古田駅は武蔵高等学校の通学用の駅だったのである。昭和の初めには江古田駅から西の北側一帯が高級住宅地として売り出された。1929年（昭和4年）には江古田駅の北の方に武蔵野音楽学校（現・武蔵野音楽大学）が設立された。1932年、東京市の拡大に伴って上板橋村江古田も東京市に編入され、板橋区江古田町になった。1939年（昭和14年）、日本大学芸術科（現・日本大学芸術学部・大学院芸術学研究科）が本郷から板橋村江古田に移転して来た。校地は1万坪だった。
1941年（昭和16年）、太平洋戦争開戦の直後、三菱銀行が政府の貯蓄増強策を承けて板橋支店江古田出張所を開設した（1944年に江古田支店へ昇格）。1943年（昭和18年）、芸術科的色彩の払拭に迫られた日本大学芸術科は、写真・映画工業科ということにして、日本大学専門部板橋工科と称した。1944年（昭和19年）の東京都長官の要請をうけて武蔵野鉄道が糞尿集積所（長江駅）を開設した。都内から出た屎尿を近郊農村に輸送するための集積場であり、引込線も入っていた。同年、戦局の悪化にともなって江古田駅周辺でも建物の取り壊しを命じられた。

#### 戦後の江古田町と駅周辺

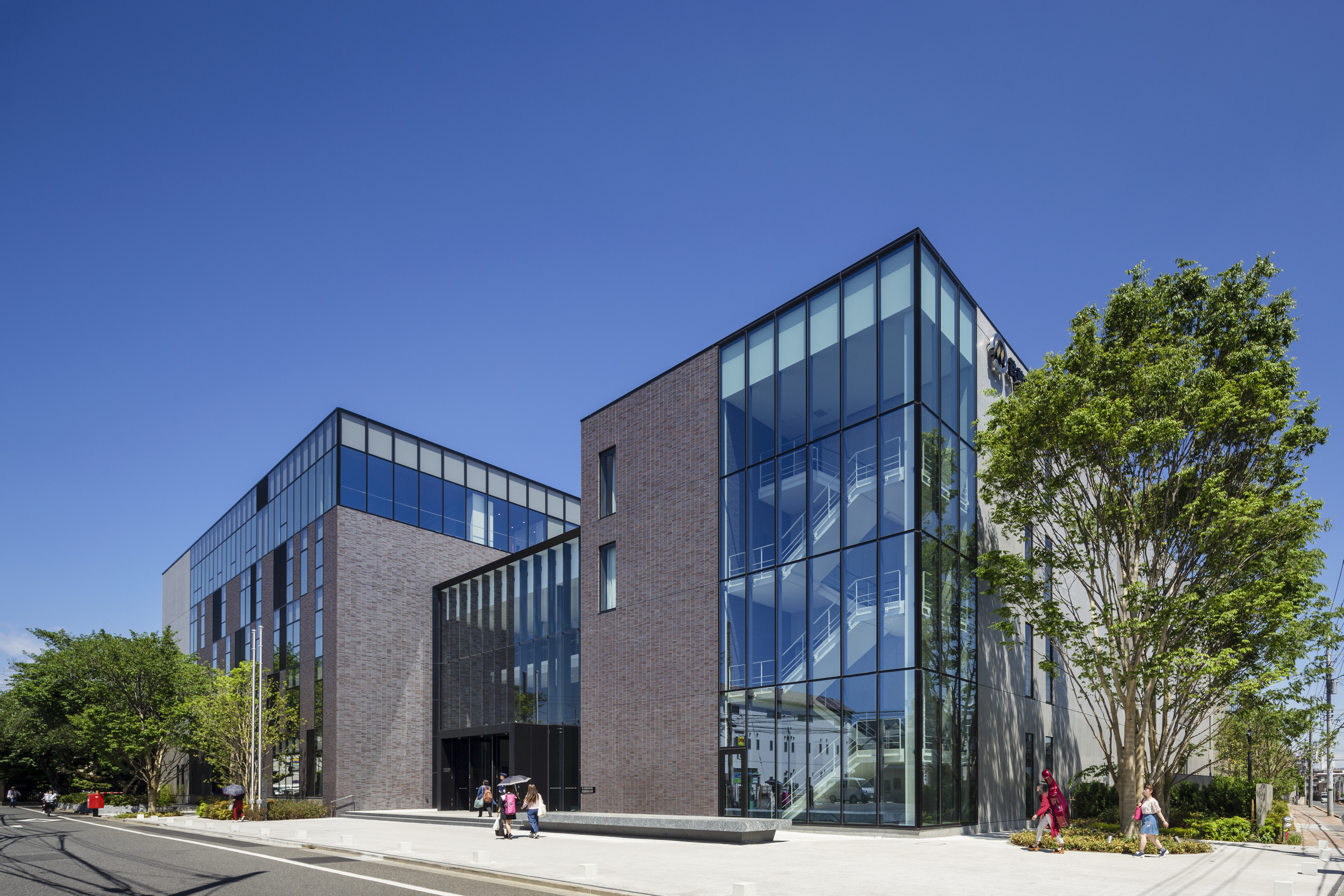
1949年に創立した武蔵野音楽大学の江古田キャンパス

江古田駅周辺の戦後復興は早く、バラック建てのマーケットが建てられた。1946年（昭和21年）、日本大学専門部板橋工科が芸術科に戻った。1948年（昭和23年）には江古田市場（17店）が開設された。1950年 （昭和25年）、映画館の江古田文化劇場が開設された。娯楽の少ない当時にあって江古田の住民に名画を提供した。1955年（昭和30年）には武蔵野百貨店（11店）が開設された。
1953年（昭和28年）ごろまで存続した糞尿集積所は廃止され、翌年から食品卸売市場になったが、1967年（昭和42年）に高野台に移転した。1953年ごろから千川上水の暗渠化に伴い、千川堤の桜は次々に伐られていった。江古田駅南口方面の千川堤植桜楓碑は江古田浅間神社境内に移された。現在の千川通りは江古田駅から中村橋駅にかけての桜並木が知られるが、これは1984年（昭和59年）ごろに植栽されたものである。

#### 江古田町の改名とその後
1958年（昭和33年）、練馬区では全面的な地番変更と町名変更を実施することになり、まず最も必要性の高い江古田町と小竹町から着手する。江古田町と小竹町をそれぞれ一丁目と二丁目に分けること、そして「町の名称は在来のものを重視するけれども混同しやすい地名が他にあった時は、できるだけ他の適当な町名にしたい」ということで、要するに中野区の江古田と紛らわしい江古田町を改称するという趣旨だった。地元折衝に入ったが、長年使われた町名を変えることには異論が多く、折衝は長期にわたった。1959年（昭和34年）1月27日、江古田町の江古田会館に町民を集め、説明会を開き、新町名のアンケートをとった。結果は、変更を希望しない者が51％と過半数を占めた。ところが結局のところ江古田町は町名を変更せざるを得なくなり、旭ヶ丘小学校の名前を採って江古田町を旭丘一丁目、同二丁目に改めることになった。1960年（昭和35年）、都公報で告示された。着手から2年余りの月日がかかっていた。住民は江古田駅の駅名も変更するように西武鉄道と交渉することを要望していたが叶わなかった。
練馬区では1992年（平成4年）度から2018年（平成30年）度まで密集住宅市街地整備促進事業「江古田北部地区」を実施し、2006年（平成18年）度から都市計画決定「江古田駅北口地区」、2018年度から同「江古田北部地区」、2019年（平成31年）度から同「江古田南部地区」を実施している。

## 現行行政地名 中野区江古田 一丁目〜四丁目
江古田（えこだ）は、東京都中野区の地名。
現行行政地名は江古田一丁目から江古田四丁目。住居表示実施済区域。

## 地理
中野区の北部に位置する。町域の東部は新宿区西落合に接する。北部・北東部は江古田川を境に中野区江原町・練馬区豊玉北・豊玉中に接する。北部は道路を境に豊玉南にも接する。西部は中野区丸山に接する。南部は新青梅街道を境に中野区松が丘・沼袋に接する。

### 概要
地域内の多くは住宅地からなる。江古田三丁目の北西部一帯は、かつて国立療養所中野病院が所在し、1993年（平成5年）に新宿区の国立国際医療センターへ統合、移転し、現在跡地は江古田の森公園や、保健福祉施設、看護専門学校、マンション等になっている。
なお、中野区立江古田公園は中野区江古田ではなく中野区松が丘二丁目に所在している。

### 地価
住宅地の地価は、2025年（令和7年）1月1日の公示地価によれば、江古田4-32-14の地点で55万6000円/m2となっている。

### 町名の変遷
現在の町名としての中野区江古田の範囲は、1963年（昭和38年）の住居表示法施行で決まったものである。この直前では、現在の松が丘、江原町、丸山、沼袋二丁目および四丁目を加えた範囲が江古田であり、江古田一丁目から四丁目まで存在した。なお、現在中野区では江古田地域の範囲を江古田一丁目から三丁目・江原町全域・松が丘全域とし、江古田四丁目は沼袋地域に組み入れられている。
中野区成立時の町名改称は以下のとおり。
| 実施後       | 実施年月日    | 実施前（いずれも野方町大字江古田） |
| ------------ | ------------- | ---------------------------------- |
| 江古田一丁目 | 1932年10月1日 | 字東和田・東本村・南原・北原       |
| 江古田二丁目 | 1932年10月1日 | 字下ノ原・上ノ原・北ノ原・西ノ原   |
| 江古田三丁目 | 1932年10月1日 | 字寺山・本多                       |
| 江古田四丁目 | 1932年10月1日 | 字丸山・徳殿・籠原・籠原窪         |

住居表示施行内容は以下のとおり。
| 実施後       | 実施年月日    | 実施前（いずれも各町丁の一部）           |
| ------------ | ------------- | ---------------------------------------- |
| 松が丘一丁目 | 1963年10月1日 | 江古田一丁目・新井町                     |
| 松が丘二丁目 | 1963年10月1日 | 江古田一丁目・江古田三丁目・新井町       |
| 江原町一丁目 | 1963年10月1日 | 江古田一丁目・江古田二丁目・江古田三丁目 |
| 江原町二丁目 | 1963年10月1日 | 江古田二丁目                             |
| 江原町三丁目 | 1963年10月1日 | 江古田二丁目                             |
| 江古田一丁目 | 1963年10月1日 | 江古田一丁目・江古田三丁目               |
| 江古田二丁目 | 1963年10月1日 | 江古田三丁目                             |
| 江古田三丁目 | 1963年10月1日 | 江古田三丁目                             |
| 松が丘二丁目 | 1964年12月1日 | 江古田三丁目                             |
| 沼袋二丁目   | 1964年12月1日 | 沼袋町・江古田四丁目                     |
| 沼袋四丁目   | 1964年12月1日 | 沼袋町・江古田四丁目                     |
| 江古田四丁目 | 1964年12月1日 | 江古田四丁目                             |
| 丸山一丁目   | 1964年12月1日 | 江古田四丁目                             |
| 丸山二丁目   | 1964年12月1日 | 江古田四丁目・鷺宮三丁目                 |
| 野方四丁目   | 1964年12月1日 | 野方町一丁目・江古田四丁目               |
| 野方六丁目   | 1964年12月1日 | 野方町一丁目・江古田四丁目・鷺宮三丁目   |

### 世帯数と人口
2023年（令和5年）1月1日現在（東京都発表）の世帯数と人口は以下の通りである。
| 丁目         | 世帯数    | 人口     |
| ------------ | --------- | -------- |
| 江古田一丁目 | 1,804世帯 | 3,254人  |
| 江古田二丁目 | 1,675世帯 | 2,520人  |
| 江古田三丁目 | 1,816世帯 | 3,679人  |
| 江古田四丁目 | 2,700世帯 | 4,397人  |
| 計           | 7,995世帯 | 13,850人 |

#### 人口の変遷
国勢調査による人口の推移。
| 年                 | 人口   |
| ------------------ | ------ |
| 1995年（平成7年）  | 12,558 |
| 2000年（平成12年） | 12,450 |
| 2005年（平成17年） | 12,449 |
| 2010年（平成22年） | 11,714 |
| 2015年（平成27年） | 12,038 |
| 2020年（令和2年）  | 14,617 |

#### 世帯数の変遷
国勢調査による世帯数の推移。
| 年                 | 世帯数 |
| ------------------ | ------ |
| 1995年（平成7年）  | 5,498  |
| 2000年（平成12年） | 5,775  |
| 2005年（平成17年） | 5,981  |
| 2010年（平成22年） | 5,906  |
| 2015年（平成27年） | 6,158  |
| 2020年（令和2年）  | 7,468  |

### 学区
区立小・中学校に通う場合、学区は以下の通りとなる（2024年4月現在）。
| 丁目         | 番地     | 小学校               | 中学校             |
| ------------ | -------- | -------------------- | ------------------ |
| 江古田一丁目 | 1〜39番  | 中野区立江原小学校   | 中野区立第七中学校 |
| 江古田一丁目 | 40〜43番 | 中野区立江古田小学校 | 中野区立第七中学校 |
| 江古田二丁目 | 全域     | 中野区立江古田小学校 | 中野区立第七中学校 |
| 江古田三丁目 | 全域     | 中野区立江古田小学校 | 中野区立第七中学校 |
| 江古田四丁目 | 1〜19番  | 中野区立江古田小学校 | 中野区立第七中学校 |
| 江古田四丁目 | 20〜43番 | 中野区立緑野小学校   | 中野区立緑野中学校 |

## 交通

### 鉄道
| 隣接する街区の駅 |
| --- |
| 西武池袋線 - 江古田駅(SI 04) 西武新宿線 - 新井薬師駅(SS 05) - 沼袋駅(SS 06) 大江戸線 - 落合南長崎駅(E 33) - 新江古田駅(E 34) |

※行政区分「中野区江古田」に関連した駅のみ掲載。地域として広域で見る場合この限りでは無い。

### バス
乗合バスは関東バスが丸山営業所を当地区に置き新宿や中野、練馬方面などへ、都営バスが池袋へ（大多数は江古田二丁目始発だが、ごく一部に練馬車庫発着がある）、京王バス東が中野と練馬を結ぶ路線を運行している。

### 事業所
2021年（令和3年）現在の経済センサス調査による事業所数と従業員数は以下の通りである。
| 丁目         | 事業所数  | 従業員数 |
| ------------ | --------- | -------- |
| 江古田一丁目 | 78事業所  | 643人    |
| 江古田二丁目 | 68事業所  | 668人    |
| 江古田三丁目 | 65事業所  | 2,028人  |
| 江古田四丁目 | 101事業所 | 1,266人  |
| 計           | 312事業所 | 4,605人  |

#### 事業者数の変遷
経済センサスによる事業所数の推移。
| 年                 | 事業者数 |
| ------------------ | -------- |
| 2016年（平成28年） | 307      |
| 2021年（令和3年）  | 312      |

#### 従業員数の変遷
経済センサスによる従業員数の推移。
| 年                 | 従業員数 |
| ------------------ | -------- |
| 2016年（平成28年） | 3,506    |
| 2021年（令和3年）  | 4,605    |

### 施設
学校
- 東京警察病院看護専門学校

- 中野区立第七中学校
- 中野区立江古田小学校
- 国際短期大学

公園
- 江古田の森公園 - 国立療養所中野病院跡地

公共施設
- 中野区立江古田地域事務所
- 中野区立江古田区民活動センター
- 中野区立北部すこやか福祉センター
- 中野区立江古田地域包括支援センター
- 中野区立江古田図書館
- 中野区立歴史民俗資料館
- 東京消防庁野方消防署江古田出張所（特別消火中隊・救急隊無）
- 野方配水塔（水道タンク）

病院
- 社会福祉法人 武蔵野療園 武蔵野療園病院
- 医療法人財団 健貢会 総合東京病院
- 社会福祉法人 浄風園 中野江古田病院

その他
- 関東バス丸山営業所
- 東京総合保健福祉センター 江古田の森（介護老人福祉施設・介護老人保健施設）

### その他

#### 日本郵便
- 郵便番号 : 165-0022[113]（集配局 : 中野北郵便局[128]）。

## 外部サイト
- 中野区